# Junction City (Kansas)
Junction City és una població dels Estats Units a l'estat de Kansas. Segons el cens del 2000 tenia 18.886 habitants.

## Demografia
Segons el cens del 2000, Junction City tenia 18.886 habitants, 7.492 habitatges, i 5.079 famílies. La densitat de població era de 965,8 habitants/km².
Dels 7.492 habitatges en un 35,7% hi vivien nens de menys de 18 anys, en un 49,8% hi vivien parelles casades, en un 14,6% dones solteres, i en un 32,2% no eren unitats familiars. En el 26,4% dels habitatges hi vivien persones soles el 9,1% de les quals corresponia a persones de 65 anys o més que vivien soles. El nombre mitjà de persones vivint en cada habitatge era de 2,49 i el nombre mitjà de persones que vivien en cada família era de 3.
Per edats la població es repartia de la següent manera: un 28,2% tenia menys de 18 anys, un 13,4% entre 18 i 24, un 28,8% entre 25 i 44, un 18,5% de 45 a 60 i un 11,1% 65 anys o més.
L'edat mediana era de 30 anys. Per cada 100 dones de 18 o més anys hi havia 88,5 homes.
La renda mediana per habitatge era de 30.084 $ i la renda mediana per família de 35.093 $. Els homes tenien una renda mediana de 25.695 $ mentre que les dones 20.846 $. La renda per capita de la població era de 16.581 $. Entorn de l'11,2% de les famílies i el 14% de la població estaven per davall del llindar de pobresa.

## Poblacions més properes
El següent diagrama mostra les poblacions més properes.